# Rattana cephalotes
Rattana cephalotes är en stekelart som först beskrevs av Smith 1860.  Rattana cephalotes ingår i släktet Rattana och familjen bracksteklar. Inga underarter finns listade i Catalogue of Life.